# Parichthyodes samoana
Parichthyodes samoana är en skalbaggsart som beskrevs av Stefan von Breuning 1959. Parichthyodes samoana ingår i släktet Parichthyodes och familjen långhorningar.
Artens utbredningsområde är Samoa. Inga underarter finns listade i Catalogue of Life.